# TVP Historia
TVP Historia è un canale televisivo polacco appartenente alla TVP. È nato nel 2007. Trasmette contenuti generalistici con il formato di 16:9.